# غافين تاكر
غافين تاكر هو فنان قتال مختلط كندي، ولد في 17 يونيو 1986 في سانت أنطوني ‏ في كندا.

## وصلات خارجية
- غافين تاكر على موقع يو إف سي (الإنجليزية)
- غافين تاكر على موقع شيردوغ (الإنجليزية)
- غافين تاكر على موقع IMDb (الإنجليزية)